# Segarra
La Segarra es una comarca española situada en la provincia de Lérida, de la comunidad autónoma de Cataluña. Su capital es Cervera. Limita al noreste con el Solsonés, al este con Noya, al sur con la Cuenca de Barberá, al oeste con la comarca del Urgel y al noroeste con la Noguera.
Lingüísticamente es una de las comarcas en donde más gente entiende el catalán (93%) y sabe hablarlo (75%) (según datos IDESCAT 2011).
El 21 de marzo de 2023 entró en vigor el cambio de adscripción comarcal y veguerial de los municipios de Biosca y Torá que se agregaron a la comarca del Solsonés.

## Toponimia
El nombre de la comarca proviene de la ciudad ibera de Sikarra, que se localizaba en el término municipal de Prats del Rei.  Aparece en monedas en escritura ibérica como  (śikaŕa).

## Geografía
La comarca está situada en un altiplano y su extensión era históricamente más extensa que el territorio actual. La vegetación predominante la componen los campos de cereales con algunas áreas de bosques de pinos y encinas.

### Clima
El clima de la Segarra es mediterráneo continental seco, con una precipitación media anual escasa, entre 400 mm y 550 mm en gran parte de la comarca, con un máximo equinoccial y un mínimo en invierno. En cuanto a la temperatura, los inviernos son fríos, con medias de entre 3 °C y 4 °C sobre todo debido a las nieblas persistentes de los meses de diciembre y enero, y los veranos calurosos, con medias de entre 23 °C y 24 °C de media, siendo la amplitud térmica anual alta. El período libre de heladas va de junio a septiembre.

## Municipios
| Municipio              | Municipio             |
| ---------------------- | --------------------- |
| Biosca                 | Cervera               |
| Estarás                | Grañanella            |
| Grañena                | Guisona               |
| Iborra                 | Masoteras             |
| Montoliu de Segarra    | Montornés de Segarra  |
| Olujas                 | Els Plans de Sió      |
| Ribera d'Obdara        | Sanahúja              |
| Sant Guim de Freixenet | Sant Guim de la Plana |
| Sant Ramon             | Talavera              |
| Tarroja de Segarra     | Torá                  |
| Torrefeta i Florejacs  |                       |